# Karboplatyna
Karboplatyna (łac. Carboplatinum) – organiczny związek chemiczny z grupy związków kompleksowych, w którym atomem centralnym jest  platyna na II stopniu utlenienia, a ligandami są dwie cząsteczki amoniaku i kleszczowa reszta kwasu cyklobutano-1,1-dikarboksylowego. Stosowana jest jako lek cytostatyczny. Sposób działania na DNA jest taki sam, jak cisplatyny i innych leków alkilujących.

## Zastosowanie
Karboplatyna znajduje zastosowanie w leczeniu:
- raka płuc,
- nowotworów głowy i szyi (rak płaskonabłonkowy),
- raka jajnika,
- raka szyjki macicy (u kobiet powyżej 60 roku życia),
- raka jądra,
- siatkówczaka.

Karboplatyna jest ogólnie lepiej tolerowana przez pacjentów niż cisplatyna, dlatego w niektórych ośrodkach onkologicznych preferuje się ją zamiast cisplatyny. Jednak nie zawsze te cytostatyki są zastępowalne i cisplatyna lub karboplatyna bywają skuteczniejsze w danym rodzaju nowotworu. Działania niepożądane są takie same, jak w przypadku cisplatyny, tylko o mniejszym nasileniu; karboplatyna nieco bardziej jednak uszkadza szpik. Jest zaliczona do cytostatyków o dużym ryzyku wywołania wymiotów.

## Dawkowanie
Podaje się ją dożylnie w 30-minutowym wlewie kroplowym.